# Subcancilla hrdlickai
Subcancilla hrdlickai is een slakkensoort uit de familie van de Mitridae. De wetenschappelijke naam van de soort is voor het eerst geldig gepubliceerd in 1994 door Salisbury.